# Чапле (Злоторийський повіт)
Чапле (пол. Czaple) — село в Польщі, у гміні Пельґжимка Злоторийського повіту Нижньосілезького воєводства.
Населення — 320 осіб (2011).
У 1975-1998 роках село належало до Легницького воєводства.

## Демографія
Демографічна структура станом на 31 березня 2011 року:
|          | Загалом | Допрацездатний вік | Працездатний вік | Постпрацездатний вік |
| -------- | ------- | ------------------ | ---------------- | -------------------- |
| Чоловіки | 152     | 30                 | 109              | 13                   |
| Жінки    | 168     | 39                 | 90               | 39                   |
| Разом    | 320     | 69                 | 199              | 52                   |